# LaBrassBanda
LaBrassBanda est un groupe allemand de reggae et punk rock, originaire d'Übersee, en Bavière. Le nom du groupe est un mélange des mots de brass band et banda.

## Historique

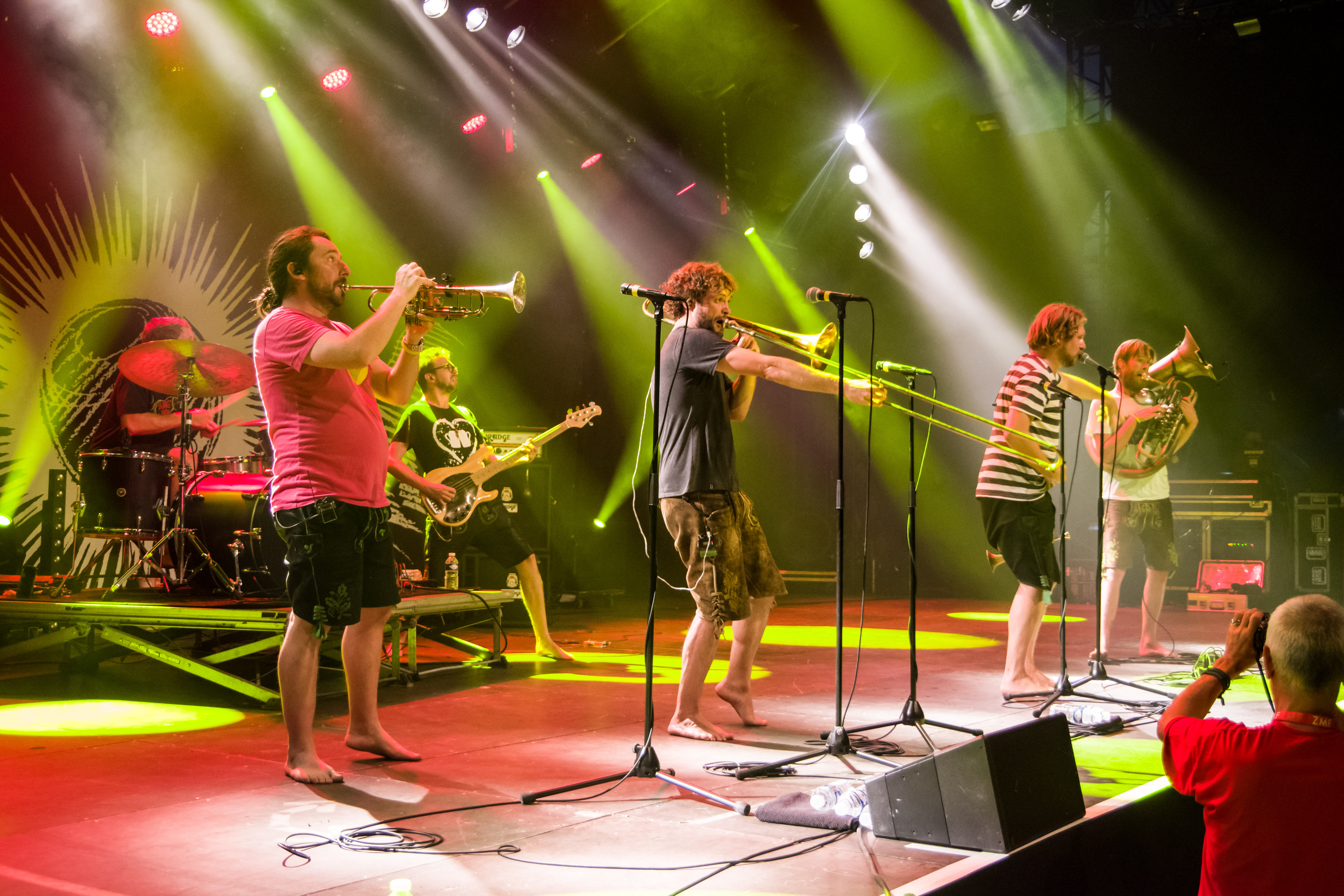
LaBrassBanda, Zelt-Musik-Festival en 2017 à Fribourg-en-Brisgau, Allemagne.

Le groupe, chantant en bavarois, se forme en 2007. Très vite connu dans sa région d'origine en y jouant un peu partout, sur un plateau que les membres transportent à cyclomoteur, il finit sa tournée lors de la finale du Championnat d'Europe de football 2008 à Vienne,. En 2009, grâce à l'Instituts Goethe, il se produit dans plusieurs régions de la Russie et au Zimbabwe. Par ailleurs, le groupe est présent au festival de Roskilde.
Entre 2010 et 2012, LaBrassBanda est invité à de nombreux festivals tels que le Hurricane Festival à Brême, le Southside Festival à Neuhausen ob Eck, le Highfield à Großpösna, le Sziget Festival à Budapest ou le Chiemsee Reggae Summer.
LaBrassBanda participe à l'émission allemande de sélection du représentant du pays au Concours Eurovision de la chanson 2013. Avec le titre Nackert, le groupe finit deuxième derrière le groupe Cascada.
Le bassiste Oliver Wrage quitte le groupe en juin 2013 ; Mario Schönhofer le remplace. En été 2013, LaBrassBanda se produit en première partie de la tournée de Die Ärzte. Depuis la tournée 2013, ils sont en outre soutenus par Jörg Hartl et Korbinian Weber à la trompette et par Tobias Weber aux percussions, qui font également partie intégrante du groupe jusqu'en 2016,. Depuis 2014, Stefan Huber remplace Andreas Martin Hofmeir au tuba, et depuis la tournée des tentes à bière de 2014, le bassiste Fabian Jungreithmayr élargit le groupe. Une invitation du groupe à la 124e fête des costumes bavarois en 2014 à Ruhpolding par l'association organisatrice Gauverband I suscite le mécontentement du président d'honneur de l'association bavaroise des costumes Otto Dufter en raison de la prétendue rupture avec la tradition : LaBrassBanda se produit en principe certes en culottes de cuir, mais pieds nus.
Le groupe enregistre son album Kiah Royal, sorti en 2014, dans une étable à vaches. Les musiciens invités sont Christoph Well, Rocko Schamoni, et Stephan Remmler (de). Mario Schönhofer (basse) et Tobias Weber (percussions) ont depuis fin 2015 leur propre projet, Ströme, et quittent le groupe début 2016.
En 2021, Stefan Huber quitte le groupe et est remplacé par Matthias Hoffmann au tuba. De plus, Julian Buschberger rejoint le groupe en tant que guitariste début 2022. En mai 2022, le groupe sort un remix du titre Dicke Titten de Rammstein. Plus tard, en collaboration avec le journaliste musical Jan Wehn, le groupe publie en 2022 le livre Barfuß in Lederhosen um die Welt, un mélange de livre illustré et de biographie, qui passe en revue les voyages du groupe à Marrakech, Novossibirsk ou aux États-Unis. 

## Tenue
Le groupe est connu pour sa tenue inhabituelle : tous les membres jouent aux concerts pieds nus, en Lederhosen et en T-shirts.

## Discographie

### Albums studio
- 2008 : Habediehre
- 2009 : Übersee
- 2013 : Europa
- 2017 : Around the World
- 2020 : Danzn
- 2021 : Yoga Symphony No. 1

### Albums live
- 2012 : Live Olympiahalle München
- 2014  : Kiah Royal – Live + akustisch im Kuhstall

### Singles
- 2012 : Nackert
- 2013 : Tecno
- 2014 : Wot! (feat. Captain Sensible)
- 2014 : VW Jetta
- 2014 : Keine Sterne in Athen (avec Stephan Remmler (de))
- 2015 : 40 Cent (feat. Stofferl Well)
- 2017 : Cadillac
- 2018 : Kräuterlied (Willy Astor feat. LaBrassBanda)
- 2018 : Huscha (live) (Folkshilfe feat. LaBrassBanda)
- 2019 : Legend (Caravãna Sun feat. LaBrassBanda)
- 2020 : Discobauer

## Prix et distinctions
- 2015 : Bayerischer Poetentaler[réf. nécessaire]